# Major League Baseball 2019
La Major League Baseball 2019 si aprì con i due incontri disputati il 20 e il 21 marzo tra Seattle Mariners e Oakland Athletics ak Tokyo Dome.
La stagione è cominciata per il resto delle squadre della MLB il 28 marzo in Nordamerica.
Durante la stagione si tennero quattro partite in Messico allo stadio di baseball Monterrey.
La prima serie fu tra St. Louis Cardinals e Cincinnati Reds il 13 e 14 aprile.
Le altre due partite tra Houston Astros e Los Angeles Angels il 4 e il 5 maggio.
Il 13 giugno Kansas City Royals incontrarono Detroit Tigers al TD Ameritrade Park di Omaha, Nebraska, due giorni prima delle College World Series. È stata la prima partita di MLB mai giocata nello stato del Nebraska.
Il 29 e 30 giugno New York Yankees e Boston Red Sox disputarono due incontri al London Stadium nel Regno Unito
Il 18 agosto si tenne il MLB Little League Classic al BB&T Ballpark di Williamsport in concomitanza delle Little League World Series, per il terzo anno consecutivo. Si incontrarono Chicago Cubs e Pittsburgh Pirates.
Alla fine della stagione regolare si registrarono 68 494 752 spettatori, l'1,53% in meno rispetto all'anno precedente.

## Stagione regolare

### American League
East Division
| Squadra           | Vittorie | Sconfitte | Perc. | GB |
| ----------------- | -------- | --------- | ----- | -- |
| New York Yankees  | 103      | 59        | .636  | —  |
| Tampa Bay Rays    | 96       | 66        | .593  | 7  |
| Boston Red Sox    | 84       | 78        | .519  | 19 |
| Toronto Blue Jays | 67       | 95        | .414  | 36 |
| Baltimore Orioles | 54       | 108       | .333  | 49 |

Central Division
| Squadra            | Vittorie | Sconfitte | Perc. | GB   |
| ------------------ | -------- | --------- | ----- | ---- |
| Minnesota Twins    | 101      | 61        | .623  | —    |
| Cleveland Indians  | 93       | 69        | .574  | 8    |
| Chicago White Sox  | 72       | 89        | .447  | 28.5 |
| Kansas City Royals | 59       | 103       | .364  | 42   |
| Detroit Tigers     | 47       | 114       | .292  | 53.5 |

West Division
| Squadra            | Vittorie | Sconfitte | Perc. | GB |
| ------------------ | -------- | --------- | ----- | -- |
| Houston Astros     | 107      | 55        | .660  | —  |
| Oakland Athletics  | 97       | 65        | .599  | 10 |
| Texas Rangers      | 78       | 84        | .481  | 29 |
| Los Angeles Angels | 72       | 90        | .444  | 35 |
| Seattle Mariners   | 68       | 94        | .420  | 39 |

1. 1 2 3  Vincitore division
2. 1 2  Wildcard

### National League
East Division
| Squadra               | Vittorie | Sconfitte | Perc. | GB |
| --------------------- | -------- | --------- | ----- | -- |
| Atlanta Braves        | 97       | 65        | .599  | —  |
| Washington Nationals  | 93       | 69        | .574  | 4  |
| New York Mets         | 86       | 76        | .531  | 11 |
| Philadelphia Phillies | 81       | 81        | .500  | 16 |
| Miami Marlins         | 57       | 105       | .352  | 40 |

Central Division
| Squadra             | Vittorie | Sconfitte | Perc. | GB |
| ------------------- | -------- | --------- | ----- | -- |
| St. Louis Cardinals | 91       | 71        | .562  | —  |
| Milwaukee Brewers   | 89       | 73        | .549  | 2  |
| Chicago Cubs        | 84       | 78        | .519  | 7  |
| Cincinnati Reds     | 75       | 87        | .463  | 16 |
| Pittsburgh Pirates  | 69       | 93        | .426  | 22 |

West Division
| Squadra              | Vittorie | Sconfitte | Perc. | GB |
| -------------------- | -------- | --------- | ----- | -- |
| Los Angeles Dodgers  | 106      | 56        | .654  | —  |
| Arizona Diamondbacks | 85       | 77        | .525  | 21 |
| San Francisco Giants | 77       | 85        | .475  | 29 |
| Colorado Rockies     | 71       | 91        | .438  | 35 |
| San Diego Padres     | 70       | 92        | .432  | 36 |

1. 1 2 3  Vincitore division
2. 1 2  Wildcard

Dati finali, aggiornati al 29 settembre 2019.

### All-Star Game
Il 90º All-Star Game si è tenuto il 9 luglio 2019 al Progressive Field di Cleveland e si è concluso con la vittoria dell'American League All-Stars per 4-3.

#### All-Star Game MVP
- Shane Bieber

## Post season

### Tabellone
|  | Division Series | Division Series      | Division Series     |                      |                  | League Championship Series | League Championship Series | League Championship Series |  |  | World Series | World Series   | World Series |
|  |                 |                      |                     |                      |                  |                            |                            |                            |  |  |              |                |              |
|  | 1               | Houston Astros       | 3                   |                      |                  |                            |                            |                            |  |  |              |                |              |
|  | 5               | Tampa Bay Rays       | 2                   |                      |                  |                            |                            |                            |  |  |              |                |              |
|  | 5               | Tampa Bay Rays       | 2                   |                      | 1                | Houston Astros             | 4                          |                            |  |  |              |                |              |
|  | American League |                      |                     |                      | 1                | Houston Astros             | 4                          |                            |  |  |              |                |              |
|  |                 | 2                    | New York Yankees    | 2                    |                  |                            |                            |                            |  |  |              |                |              |
|  | 2               | 2                    | New York Yankees    | 2                    | New York Yankees | 3                          |                            |                            |  |  |              |                |              |
|  | 2               |                      |                     |                      | New York Yankees | 3                          |                            |                            |  |  |              |                |              |
|  | 3               | Minnesota Twins      | 0                   |                      |                  |                            |                            |                            |  |  |              |                |              |
|  |                 |                      |                     |                      |                  |                            |                            |                            |  |  | AL1          | Houston Astros | 3            |
|  |                 |                      | NL4                 | Washington Nationals | 4                |                            |                            |                            |  |  |              |                |              |
|  | 1               | Los Angeles Dodgers  | 2                   |                      |                  |                            |                            |                            |  |  |              |                |              |
|  | 4               | Washington Nationals | 3                   |                      |                  |                            |                            |                            |  |  |              |                |              |
|  | 4               | Washington Nationals | 3                   |                      | 4                | Washington Nationals       | 4                          |                            |  |  |              |                |              |
|  | National League |                      |                     |                      | 4                | Washington Nationals       | 4                          |                            |  |  |              |                |              |
|  |                 | 3                    | St. Louis Cardinals | 0                    |                  |                            |                            |                            |  |  |              |                |              |
|  | 2               | 3                    | St. Louis Cardinals | 0                    | Atlanta Braves   | 2                          |                            |                            |  |  |              |                |              |
|  | 2               |                      |                     |                      | Atlanta Braves   | 2                          |                            |                            |  |  |              |                |              |
|  | 3               | St. Louis Cardinals  | 3                   |                      |                  |                            |                            |                            |  |  |              |                |              |

### Wild Card

#### World Series MVP
- Stephen Strasburg

#### ALCS MVP
- José Altuve

#### NLCS MVP
- Howie Kendrick

## Record individuali

### American League
| Stat. | Giocatore            | Tot. |
| ----- | -------------------- | ---- |
| AVG   | Tim Anderson (CWS)   | .335 |
| HR    | Jorge Soler (KC)     | 48   |
| RBI   | José Abreu (CWS)     | 123  |
| R     | Mookie Betts (BOS)   | 135  |
| H     | Whit Merrifield (KC) | 206  |
| SB    | Mallex Smith (SEA)   | 46   |

| Stat | Giocatore              | Tot.  |
| ---- | ---------------------- | ----- |
| W    | Justin Verlander (HOU) | 21    |
| L    | Spencer Turnbull (DET) | 17    |
| ERA  | Gerrit Cole (HOU)      | 2.50  |
| K    | Gerrit Cole (HOU)      | 326   |
| IP   | Justin Verlander (HOU) | 223.0 |
| SV   | Roberto Osuna (HOU)    | 38    |

### National League
| Stat | Giocatore              | Tot. |
| ---- | ---------------------- | ---- |
| AVG  | Christian Yelich (MIL) | .329 |
| HR   | Pete Alonso (NYM)      | 53   |
| RBI  | Anthony Rendon (WAS)   | 126  |
| R    | Ronald Acuña Jr. (ATL) | 127  |
| H    | Ozzie Albies (ATL)     | 189  |
| SB   | Ronald Acuña Jr. (ATL) | 37   |

| Stat | Giocatore                                                     | Tot.  |
| ---- | ------------------------------------------------------------- | ----- |
| W    | Stephen Strasburg (WAS)                                       | 18    |
| L    | Sandy Alcantara (MIA) Merrill Kelly (ARI) Miles Mikolas (STL) | 14    |
| ERA  | Hyun-jin Ryu (LAD)                                            | 2.32  |
| K    | Jacob deGrom (NYM)                                            | 255   |
| IP   | Stephen Strasburg (WAS)                                       | 209.0 |
| SV   | Kirby Yates (SD)                                              | 41    |

## Premi

### Premi annuali

#### Guanto d'oro
| American League  | National League | Posizione        |
| ---------------- | --------------- | ---------------- |
| Mike Leake       | Zack Greinke    | Lanciatore       |
| Roberto Pérez    | J. T. Realmuto  | Ricevitore       |
| Matt Olson       | Anthony Rizzo   | Prima base       |
| Yolmer Sánchez   | Kolten Wong     | Seconda base     |
| Matt Chapman     | Nolan Arenado   | Terza base       |
| Francisco Lindor | Nick Ahmed      | Interbase        |
| Alex Gordon      | David Peralta   | Esterno sinistro |
| Kevin Kiermaier  | Lorenzo Cain    | Esterno centro   |
| Mookie Betts     | Cody Bellinger  | Esterno destro   |

#### Silver Slugger Award
| American League | National League  | Posizione        |
| --------------- | ---------------- | ---------------- |
| Nelson Cruz     | Zack Greinke     | DH/Lanciatore    |
| Mitch Garver    | J. T. Realmuto   | Ricevitore       |
| Carlos Santana  | Freddie Freeman  | Prima base       |
| D.J. LeMahieu   | Ozzie Albies     | Seconda base     |
| Alex Bregman    | Anthony Rendon   | Terza base       |
| Xander Bogaerts | Trevor Story     | Interbase        |
| Mike Trout      | Christian Yelich | Esterno sinistro |
| George Springer | Cody Bellinger   | Esterno centro   |
| Mookie Betts    | Ronald Acuña Jr. | Esterno destro   |

#### MVP
- American League: Mike Trout
- National League: Cody Bellinger

#### Esordiente dell'anno
- American League: Yordan Álvarez
- National League: Pete Alonso

#### Cy Young Award
- American League: Justin Verlander
- National League: Jacob deGrom

#### Lanciatore di rilievo dell'anno
- American League: Aroldis Chapman
- National League: Josh Hader

#### Hank Aaron Award
- American League: Mike Trout
- National League: Christian Yelich

#### Defensive Player of the Year
- C: Roberto Pérez (CLE)
- 1B: Freddie Freeman (ATL)
- 2B: Kolten Wong (STL)
- 3B: Matt Chapman (OAK)
- SS: Andrelton Simmons (LAA)
- LF: David Peralta (ARI)
- CF: Lorenzo Cain (MIL)
- RF: Aaron Judge (NYY)
- P: Zack Greinke (ARI/HOU)

#### Comeback Player Award
- American League: Carlos Carrasco
- National League: Josh Donaldson

#### Roberto Clemente Award
- Carlos Carrasco

#### Allenatore dell'anno
- American League: Rocco Baldelli
- National League: Mike Shildt

### Premi mensili e settimanali

#### Giocatori del mese
| Mese      | American League | National League  |
| --------- | --------------- | ---------------- |
| Aprile    | Tim Anderson    | Cody Bellinger   |
| Maggio    | Rafael Devers   | Josh Bell        |
| Giugno    | D.J. LeMahieu   | Charlie Blackmon |
| Luglio    | Yuli Gurriel    | Paul Goldschmidt |
| Agosto    | Alex Bregman    | Aristides Aquino |
| Settembre | Austin Meadows  | Eugenio Suárez   |

#### Lanciatori del mese
| Mese      | American League | National League   |
| --------- | --------------- | ----------------- |
| Aprile    | Tyler Glasnow   | Luis Castillo     |
| Maggio    | Lucas Giolito   | Hyun-jin Ryu      |
| Giugno    | Gerrit Cole     | Max Scherzer      |
| Luglio    | Gerrit Cole     | Stephen Strasburg |
| Agosto    | Mike Clevinger  | Jack Flaherty     |
| Settembre | Gerrit Cole     | Jack Flaherty     |

#### Rookie del mese
| Mese      | American League | National League  |
| --------- | --------------- | ---------------- |
| Aprile    | Brandon Lowe    | Pete Alonso      |
| Maggio    | Michael Chavis  | Austin Riley     |
| Giugno    | Yordan Álvarez  | Pete Alonso      |
| Luglio    | Yordan Álvarez  | Keston Hiura     |
| Agosto    | Yordan Álvarez  | Aristides Aquino |
| Settembre | Eloy Jiménez    | Pete Alonso      |

#### Giocatori della settimana
| Settimana            | American League              | National League  |
| -------------------- | ---------------------------- | ---------------- |
| 20-21, 28-31 marzo   | Tim Beckham                  | Christian Yelich |
| 1-7 aprile           | Mike Trout                   | Cody Bellinger   |
| 8-14 aprile          | Austin Meadows               | Ronald Acuña Jr. |
| 15-21 aprile         | Joey Gallo                   | Christian Yelich |
| 22-28 aprile         | Luke Voit                    | Eduardo Escobar  |
| 29 aprile - 5 maggio | Jake Odorizzi                | Noah Syndergaard |
| 6-12 maggio          | George Springer e Mike Fiers | Hyun-jin Ryu     |
| 13-19 maggio         | Vladimir Guerrero Jr.        | Josh Bell        |
| 20-26 maggio         | Max Kepler                   | Nolan Arenado    |
| 27 maggio - 2 giugno | Lucas Giolito                | Trevor Story     |
| 3-9 giugno           | Marcus Semien                | Jay Bruce        |
| 10-16 giugno         | Trevor Bauer                 | Charlie Blackmon |
| 17-23 giugno         | Mike Trout                   | Pete Alonso      |
| 24-30 giugno         | D.J. LeMahieu                | Max Scherzer     |

| Settimana               | American League       | National League  |
| ----------------------- | --------------------- | ---------------- |
| 1-7 luglio              | Yuli Gurriel          | Adam Frazier     |
| 8-14 luglio             | Nate Lowe             | Daniel Murphy    |
| 15-21 luglio            | Ramon Laureano        | Keston Hiura     |
| 22-28 luglio            | Nelson Cruz           | Paul Goldschmidt |
| 29 luglio - 4 agosto    | Vladimir Guerrero Jr. | Noah Syndergaard |
| 5-11 agosto             | Jorge Soler           | Aristides Aquino |
| 12-18 agosto            | Rafael Devers         | Nick Ahmed       |
| 19-25 agosto            | Mark Canha            | Anthony Rendon   |
| 26 agosto - 1 settembre | Justin Verlander      | Yadier Molina    |
| 2-8 settembre           | Austin Meadows        | Ketel Marte      |
| 9-15 settembre          | Eloy Jimenez          | Kris Bryant      |
| 16-22 settembre         | Trey Mancini          | Corey Seager     |
| 23-29 settembre         | Gerrit Cole           | Ian Happ         |

## Ritiri
- CC Sabathia ha annunciato il 2 novembre 2018 il proprio ritiro alla fine della stagione 2019.[15]
- Bruce Bochy ha annunciato il 20 febbraio 2019 il proprio ritiro come manager dei San Francisco Giants al termine della stagione.[16]
- Ichirō Suzuki ha annunciato il proprio ritiro il 21 marzo 2019.[17]
- Jason Hammel ha annunciato il proprio ritiro il 23 marzo 2019.[18]
- Craig Gentry ha annunciato il proprio ritiro il 2 maggio 2019.[19]
- Jake Peavy, che è apparso nella major league l'ultima volta nel 2016, ha annunciato ufficialmente il proprio ritiro il 5 maggio.[20]
- James Loney, apparso l'ultima volta nella major league nel 2016, ha annunciato il proprio ritiro il 10 maggio.[21]
- Koji Uehara, di cui l'ultima presenza in major league è datata 2017, ha annunciato il proprio ritiro il 19 maggio.[22]
- Sean Burnett ha annunciato il proprio ritiro il 28 maggio.[23]
- Matt den Dekker ha annunciato il proprio ritiro il 7 giugno.[24]
- Alex Meyer ha annunciato il proprio ritiro il 25 giugno.[25]
- Cody Decker ha annunciato il proprio ritiro il 7 luglio.[26]
- Chris Stewart ha annunciato il proprio ritiro il 12 luglio.[27]
- Kirk Nieuwenhuis ha annunciato il proprio ritiro il 12 luglio.[27]
- Troy Tulowitzki ha annunciato il proprio ritiro il 25 luglio.[28]
- Edinson Vólquez ha annunciato il 27 luglio, il proprio ritiro alla fine della stagione 2019.[29]
- Danny Farquhar ha annunciato il proprio ritiro il 31 luglio.[30]
- Ty Kelly ha annunciato il proprio ritiro il 24 agosto.[31]
- Ned Yost ha annunciato il 23 settembre il proprio ritiro come manager dei Kansas City Royals al termine della stagione.[32]
- Brian McCann ha annunciato il proprio ritiro il 9 ottobre.[33]
- David Freese ha annunciato il proprio ritiro il 12 ottobre.[34]
- Mike Olt ha annunciato il proprio ritiro il 25 ottobre.[35]
- Michael Saunders, apparso l'ultima volta nella major league nel 2018, ha annunciato il proprio ritiro il 25 ottobre.[36]
- Kristopher Negron ha annunciato il proprio ritiro il 12 novembre.[37]
- Clint Hurdle ha annunciato il proprio ritiro da manager il 13 novembre.[38]
- Koda Glover ha annunciato il proprio ritiro il 2 dicembre.[39]
- Ian Kinsler ha annunciato il proprio ritiro il 20 dicembre.[40]
- Tony Barnette ha annunciato il proprio ritiro il 28 gennaio 2020.[41]
- Curtis Granderson ha annunciato il proprio ritiro il 31 gennaio 2020.[42]
- Mike Dunn ha annunciato il proprio ritiro il 4 febbraio 2020.[43]
- Kendrys Morales ha annunciato il proprio ritiro il 7 febbraio 2020.[44]
- Martín Prado ha annunciato il proprio ritiro il 12 febbraio 2020.[45]
- Jeremy Hellickson ha annunciato il proprio ritiro il 14 febbraio 2020.[46]
- Lonnie Chisenhall ha annunciato il proprio ritiro il 21 febbraio 2020.[47]
- Tom Koehler ha annunciato il proprio ritiro il 2 marzo 2020.[48]
- A. J. Reed ha annunciato il proprio ritiro il 4 marzo 2020.[49]
- Evan Gattis ha annunciato il proprio ritiro il 30 marzo 2020.[50]
- Mark Reynolds ha annunciato il proprio ritiro il 9 aprile 2020.[51]
- Steve Pearce ha annunciato il proprio ritiro il 14 aprile 2020.[52]
- Rob Wooten ha annunciato il proprio ritiro il 18 aprile 2020.[53]

### Numeri ritirati
- I Texas Rangers hanno ritirato il numero 29 di Adrián Beltré l'8 giugno. È stato il quinto numero ritirato dalla franchigia.[54]
- I Minnesota Twins hanno ritirato il numero 7 di Joe Mauer il 15 giugno. È stato il nono numero ritirato dalla franchigia.[55]
- I Texas Rangers hanno ritirato il numero 10 di Michael Young il 31 agosto. È stato il sesto numero ritirato dalla franchigia.[56]